# Спортивный и национальный олимпийский комитет островов Кука
Спортивный и национальный олимпийский комитет островов Кука (англ. Cook Islands Sports and National Olympic Committee) — организация, представляющая Острова Кука в международном олимпийском движении. Основан и зарегистрирован в МОК в 1986 году.
.
Штаб-квартира расположена на Раротонге. Является членом Международного олимпийского комитета, Национальных олимпийских комитетов Океании и других международных спортивных организаций. Осуществляет деятельность по развитию спорта на Островах Кука.